# Chowańscy

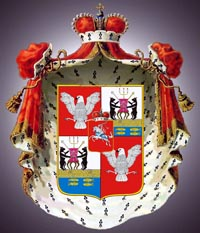
Herb rodu

Chowańscy (ros. Хованские) – rodzina książęca i bojarska, będąca gałęzią Giedyminowiczów.
Drugim synem wielkiego księcia litewskiego Giedymina (zm. 1341) był Narymunt (żyjący w latach 1277–1348) książę na Pińsku i Mozyrzu. Synem Narymunta był Aleksander książę podolski (zm. 1386). Syn Aleksandra a prawnuk Giedymina to Patrikiej, który przybył w 1408 r. do Moskwy aby zaciągnąć się na służbę wielkiego księcia Wasyla I, który przekazał Patrikiejowi wotczinę (w lenno) księstewko Zwienigorodzkie. Synowie i wnuki Patrikieja nosili na Rusi nazwisko Patrikiejewych. Natomiast najstarszy z wnuków – Wasyl Fiodorowicz Patrikiejew otrzymał posiadłości nad rzeką Chowań (lewy dopływ rzeki Klaźmy, na płn.-wsch. od Moskwy, do dzisiaj istnieje tam miejscowość Chowanskoje przy drodze z Moskwy do Rostowa). Wasyl Fiodorowicz Patrikiejew był pierwszym w historii kniaziem Chowańskim i protoplastą wszystkich noszących to nazwisko. Chowańscy będąc bojarami i okolniczymi, a także carskimi wojewodami, byli jedną z najbardziej znaczących rodzin w historii Rusi i Rosji od XV do XVIII wieku.
Księżna Eufrozyna Chowańska była żoną carskiego stryja – Andrzeja księcia Starickiego, ale z rozkazu Iwana Groźnego została utopiona w rzece Szeksna w 1569 roku.
Książę Andriej Chowański był wojewodą Astrachania (1615-1620), Niżnego Nowogrodu (1620-1628) i Tobolska (od 1628 aż do swojej śmierci w 1639 r.). Jego syn Iwan Chowański zwany „Tararuj” (pleciuga) był stolnikiem carskim, służył za czterech Romanowów (od Michała I, poprzez Aleksego, Fiodora III aż po regentkę Zofię). Po pokonaniu Tatarów krymskich w 1650 r. został wojewodą Tuły, w latach 1651-1656 był wojewodą Wiaźmy, od 1657 r. był wojewodą w Pskowie. Brał udział w wojnie rosyjsko-szwedzkiej w 1657 r., podczas której pokonał pod Gdowem szwedzkiego marszałka Magnusa De la Gardie. W 1659 r. walczył z Polakami. W okolicy miasteczka Druj rozbił niewielki oddział Wołowicza, a w 1660 r. zajął Brześć nad Bugiem. W tym samym roku poniósł klęskę w pobliżu Lachowicz (nad rzeką Basią) z rąk hetmana Pawła Jana Sapiehy i Stefana Czarnieckiego. W 1661 r. wziął do niewoli płk. Lisowskiego, jednak niedługo po tym płk. Żeromski unicestwił 20-tysięczną armię Tararuja. Za tę nieudolność Chowański został odwołany z Pskowa do jamskiego prikazu. W 1666 r. został wojewodą w Nowogrodzie Wielkim, gdzie zlikwidował większość zastanych swobód wolnego miasta (wybieralny sąd, wolność handlu, bezkoncesyjna sprzedaż importowanego wina do innych miast Rosji). W 1678 r. w przeddzień wojny z Turcją, Chowańskiego posłano do obrony południowej granicy przed Tatarami. W 1680 r. wrócił do Moskwy, gdzie jego aspiracją stało się podnieść jak najwyżej znaczenie własnego rodu.
W Moskwie natrafił na konflikt pomiędzy Naryszkinami a Miłosławskimi. Wyczuł okazję dla siebie. Podczas pierwszego buntu strzelców stanął po stronie carewny Zofii i Miłosławskich. Został za to mianowany dowódcą strzelców. Po ogłoszeniu Iwana V i Piotra I carami w dniu 23 maja 1682 r. książę Iwan Chowański „Tararuj” zaczął zbliżać się do raskolników, aby zagrać rolę rozjemcy między nimi a rządem kremlowskim. Będąc pewnym swojej siły, która opierała się na staroobrzędowcach i pułkach strzeleckich, zaczął myśleć o zdobyciu dla siebie Czapki Monomacha. Dla Romanowów (Zofii, Iwana i Piotra) stwarzało to śmiertelne niebezpieczeństwo. Zofia zareagowała szybko, gromadząc przy swoim boku przychylnych bojarów i wojewodów. Tararuja schwytano razem z synem Andriejem Iwanowiczem Chowańskim (będącym wówczas naczelnikiem prikazu sądowego) i przytroczonych do koni obu przywieziono przed oblicze regentki. W dniu 17 września 1682 roku ojciec ze synem zostali straceni na rozkaz Zofii. „Chowańszczyzna” została pokonana.
W XVIII i XIX wieku widzimy kolejnych przedstawicieli rodu na frontach wojen prowadzonych przez Rosję (północnej, siedmioletniej, czy też napoleońskich). Aleksander Nikołajewicz Chowański (1771-1857) zarządzał od 1818 r. wszystkimi oddziałami Państwowego Banku Asygnacyjnego. Był też senatorem. Jego brat Nikołaj Nikołajewicz Chowański (1777-1837) był od 1836 senatorem, generałem, a także przez 10 lat gubernatorem Smoleńska, Witebska i Mohylewa.